# Штраус, Ян
Ян Штраус (16 ноября 1942 — 29 ноября 2017) — чехословацкий футболист, нападающий.

## Биография
Штраус родился 16 ноября 1942 года в Мукачево, Венгрия. Отец Яна также был футболистом. В 1947 году семья переехала в Прагу.
Игрок получил прозвище Иоганн в честь композитора Иоганна Штрауса. Играл на профессиональном уровне за «Кошице», «Дукла Прага», «Татран» и «Рожняву». Выступая за «Кошице», он на протяжении восьми сезонов становился лучшим бомбардиром клуба. В составе «Дуклы» стал чемпионом Чехословакии в сезоне 1965/66, однако провёл за клуб лишь три матча. В целом он сыграл 261 матч и забил 115 голов в чемпионате Чехословакии.
30 мая 1965 года Штраус сыграл свой единственный матч за сборную Чехословакии против Румынии в рамках отбора на чемпионат мира по футболу 1966.